# Pemetrexede
Pemetrexede (nome comercial Alimta) é um quimioterápico produzido e comercializado pela Eli Lilly and Company. É indicado para o tratamento do mesotelioma pleural, assim como do câncer de pulmão não pequenas células.

## Farmacologia
O pemetrexede é quimicamente similar ao ácido fólico e está na classe dos quimioterápicos denominados antifolatos. Seu mecanismo de ação é pela inibição de três enzimas usadas na síntese de purinas e pirimidinas — timidilato sintase, diidrofolato redutase e glicinamida ribonucleotídeo formiltransferase. Inibindo a formação do precursor de purinas e pirimidinas para os nucleotídeos, o pemetrexede previne a formação de DNA e RNA, os quais são necessários para o crescimento e sobrevivência tanto de células normais quanto de células cancerosas.